# Элерте, Сармите
Сармите Элерте (латыш. Sarmīte Ēlerte), согласно советским документам Сармите Ансовна Элерте (род. 8 апреля 1957 года, Рига) — латвийский политик и журналист. Министр культуры Латвии в 2010—2011 годах. Депутат 10-го Сейма Латвии. Командор ордена Трёх звёзд.

## Биография
Окончила Рижскую 45-ю среднюю школу (1975 год) и Латвийский университет (1980 год).
Поступила в Московский кинематографический институт: на момент поступления была членом актива Союза кинематографистов Латвии и членом клуба творческой молодёжи при ЦК ЛКСМ. Рекомендации на Элерте давали главный редактор газеты Literatūra un māksla Я. Шкапарс, секретарь партийной организации Союза советских писателей Латвии Э. Стродс, председатель местного комитета союза А. Витолс и заместитель председателя Госкино Латвийской ССР Э. Гросс. Сдала на отлично ряд экзаменов, в том числе госэкзамен по научному коммунизму. В марте 1988 года возглавила информационный центр Народного фронта в Латвии в качестве рядового сотрудника. По некоторым данным, подавала заявление на вступление в КПСС, однако в общественном доступе документы о членстве Элерте в партии не были найдены.
Была главным редактором газеты «Диена». Член партии «Единство». Возглавляет фонд «Общество Мейеровица за прогрессивные перемены». Элерте занимала пост председателя латвийского Фонда Сороса.

## Награды
- Командор ордена Трёх звёзд (1999)
- Кавалер 1 класса ордена Заслуг (1998, Норвегия)[3]
- Медаль Балтийской ассамблеи (2009)[4].